# Museo Histórico de Montevideo
El Museo Histórico Cabildo de Montevideo es un museo cuyo origen data de 1905 y cuyo cometido es la construcción y divulgación de las narrativas históricas que hacen a la construcción de nuestra historia e identidad. Funciona desde 1958 en el edificio del Cabildo de Montevideo.

## Historia

Quinta de Sierra, primera sede del Museo Histórico de Montevideo

El 25 de agosto de 1915 fue creado el Museo y Archivo Histórico Municipal, tras iniciativa de Alberto Goméz Ruano. Abrió sus puertas en el Prado de Montevideo, en la antigua quinta de la familia Sierra, sobre Camino Castro y Molinos de Raffo. Tras el fallecimiento de Alberto Gómez, el gobierno departamental designó al historiador Horacio Arredondo como director, quien estuvo a cargo del museo durante treinta años, período en el que se adquirió gran parte del acervo municipal, tanto histórico como antropológico.
Por los años cincuenta, el estado dejó de utilizar el Cabildo de Montevideo, como sede de distintas dependencias estatales, entre las que se destacan la Asamblea de los Constituyentes hasta 1925 y posteriormente el Ministerio de Relaciones Exteriores. El edificio pasó a la órbita del gobierno municipal, planificándose entonces la mudanza del museo desde la quinta del Prado hacia el Cabildo de Montevideo en la Ciudad Vieja lo que se concretaría el 21 de septiembre de 1958  inaugurando allí  el Museo y Archivo Histórico Municipal, hoy Museo Histórico Cabildo.

## Acervo
En el mismo, se organizan y exponen diferentes exposiciones temporales o permanentes. Una de las salas permanentes es la de la Sala de los Constituyentes, sala que mantiene gran parte del mobiliario utilizado por la Asamblea General, quien supo utilizar el edificio hasta 1925.

Durante el año se realizan diversas exposiciones que buscan generar otras narrativas y aportar nuevos enfoques en torno a distintas temáticas históricas. En el mismo, se suele convocar a artistas contemporáneos locales e internacionales. Busca posicionarse como un espacio innovador en la interacción entre los entornos educativos, culturales y artísticos de la ciudad de Montevideo.